# Гагарин, Василий Иванович
Князь Василий Иванович Гагарин (1673—1745) — действительный статский советник, член Юстиц-коллегии, прокурор и губернатор из рода князей Гагариных .

## Биография
Младший сын дворянина московского князя Ивана Ивановича Гагарина, по прозвищу Борода. Брат бригадира князя Богдана Ивановича Гагарина (1671—1722).
По случаю бракосочетания царя Ивана Алексеевича жалован из недорослей в стольники царицы Прасковьи Фёдоровны (1684). С этого года служил полковые службы, в частности, был в Азовском походе. В 1700 году с генерального смотра определён в армейскую службу и был в учении. По окончании учения определён в дивизию к генералу князю Никите Ивановичу Репнину, в Бутырский полк поручиком. Из Бутырского полка вскоре переведен в Московский драгунский полк, где по рассмотрению генерала А. А. Вейде пожалован в капитаны и вместе с полком принимал участие в первом Нарвском походе (ноябрь 1700).

Под началом генерала Б. П. Шереметева участвовал в сражениях при Эрестфере (1701) и Гуммельсгофе (1702), взятии Нотебурга (1702) и Ниеншанца (1703). «За Шлиппенбахскую баталию» награждён золотым портретом.
По указу из Посольского приказа взят для надсмотра работных людей на Вышний Волочок к перекопной работе в команду князя М. П. Гагарина (12 января 1704—1708).
Стольник. В 1708 году послан из Сибирского приказа встречать китайский караван и оставался в Сибири до 1711 года. Был у «разных следствий» и набора рекрут в Якутске (9 февраля 1709). Комендант Якутска (1710). По прошению сибирского губернатора князя М. П. Гагарина вызван в Москву и назначен московским комиссаром по делам Сибирской губернии (5 июля 1711).
Руководил строительством шлюзов на реке Мсте (4 февраля 1712—июль 1713) . По именному указу Петра I послан в заонежские города для осмотра водного пути к Санкт-Петербургу, после чего по определению Правительствующего Сената назначен вице-губернатором Архангелогородской губернии вместо Алексея Курбатова (12 января—24 мая 1714). Смоленский (Рижский) вице-губернатор (6 апреля 1714—апрель 1720). Вице-президент надворного суда в Нижнем Новгороде (1720—1722). Прокурор Московского надворного суда (20 июля 1722—1726). Член Юстиц-коллегии (13 июля 1726—7 февраля 1727). Новгородский вице-губернатор (19 июля 1727—август 1728) и губернатор (2 августа 1728—январь 1733).
Коллежский советник (1726—1728). Действительный статский советник с 11 января 1728 года. В отставке с 20 сентября 1733 года.

## Семья
Жена: Мария Петровна N или Мария Ивановна Волкова

Их дети:
- Сергей (1713—1782) — действительный тайный советник, шталмейстер, президент Коллегии Экономии.
- Татьяна, замужем за сенатором Михаилом Григорьевичем Собакиным (1720—1773).
- Дарья, замужем за князем Алексеем Ивановичем Голицыным (1707—1739).
- Мария, замужем за Алексеем Михайловичем Измайловым[7].